# Will Cummings
William Frederick „Will“ Cummings (* 7. Oktober 1992 in Jacksonville, Florida) ist ein US-amerikanischer Basketballspieler.

## Laufbahn
Der Floridianer spielte als Jugendlicher an der Providence School of Jacksonville und nahm 2011 ein Studium an der Temple University in Philadelphia (US-Bundesstaat Pennsylvania) auf. Bis 2015 bestritt er 120 Einsätze für Temple und stand dabei 98 Mal in der Anfangsaufstellung. Cummings kam auf Mittelwerte von 10,4 Punkten, 3 Korbvorlagen sowie 2,8 Rebounds je Begegnung. 2015 wurde er ins First Team der All-American-Athletic-Conference gewählt.
Er nahm im Frühsommer 2015 an Probetrainingseinheiten bei NBA-Mannschaften teil, im Juni 2015 wurde er von den Houston Rockets unter Vertrag genommen, aber noch vor dem Beginn der Saison 2015/16 aus dem Aufgebot gestrichen. Cummings verstärkte fortan die Rio Grande Valley Vipers in der NBA-Ausbildungsliga (D-League) und erzielte für die Mannschaft im Laufe des Spieljahres 2015/16 mit 20,5 Punkten, 4,8 Korbvorlagen und 3,6 Rebounds pro Begegnung Spitzenwerte. In Anerkennung seiner Leistung wurde er ins All-Star-Team der Western Conference sowie ins All-NBA D-League Second-Team und All-Rookie-Team gewählt. Am Ende der Saison spielte er kurzzeitig für den italienischen Erstligisten Aquila Basket Trento.
Im Spieljahr 2016/17 trumpfte er in den Farben von Aris Thessaloniki auf, mit dem er das Halbfinale der ersten griechischen Liga erreichte und zudem in der Champions League antrat. In dem Europapokalwettbewerb erzielte der Spielmacher 14,7 Punkte je Begegnung und bereitete statistisch gesehen 3,1 Korberfolge seiner Nebenmänner vor. In der griechischen Liga kam er auf ebenfalls 14,7 Punkte pro Einsatz. Während seines Jahres in der Türkei erreichte Cummings in 28 Hauptrundenspielen für Darüşşafaka SK Istanbul im Durchschnitt 9,2 Punkte sowie 1,8 Vorlagen. Auf europäischer Ebene kam er in 22 Begegnungen für Darüşşafaka zum Einsatz, erzielte 9 Punkte pro Partie und gewann mit der Mannschaft den Vereinswettbewerb EuroCup.
Cummings wurde im Juli 2018 vom Bundesligisten EWE Baskets Oldenburg als Neuzugang vermeldet. Bei den Niedersachsen schlug er in der Saison 2018/19  voll ein und beeindruckte in 37 Bundesliga-Begegnungen mit einem Punkteschnitt von 21,3. Zudem leistete er pro Partie die Vorarbeit zu 4,3 Korberfolgen von Mannschaftskameraden. Cummings stieß mit Oldenburg ins Halbfinale vor, wo man gegen Alba Berlin ausschied. Er wurde als Spieler ins BBL-All-Star Game berufen sowie als wertvollster Spieler  und Teil des Bundesliga-All-First-Teams ausgezeichnet. Cummings nutzte in der Sommerpause 2019 eine Klausel in seinem Vertrag, um sein Arbeitsverhältnis mit der Oldenburger Mannschaft zu beenden und eine neue sportliche Aufgabe anzutreten. Diese fand er bei der russischen Mannschaft Lokomotiv Kuban.
Ende Juli 2021 wurde Cummings vom französischen Erstligisten Metropolitans 92 verpflichtet. Er wurde als bester Spieler der französischen Liga der Saison 2021/22 ausgezeichnet. Zur Saison 2022/23 wechselte er zu den Zhejiang Lions in die Volksrepublik China. In der Saison 2023/24 wurde Cummings Mitglied der Mannschaft South East Melbourne Phoenix in der ozeanischen National Basketball League.
Mitte Dezember 2023 wechselte er zu Hapoel Tel Aviv nach Israel. In der Sommerpause 2024 wurde Cummings von Galatasaray Istanbul verpflichtet.

## Auszeichnungen und Erfolge

### Auszeichnungen
- All-American-Athletic-Conference First Team: 2015
- All-Star der NBA D-League: 2016
- All-Rookie-Team NBA D-League: 2016
- All-NBA D-League Second Team: 2016
- All-Star der Basketball-Bundesliga: 2019
- Bundesliga-All-First-Team: 2019

- Spieler des Jahres der Basketball-Bundesliga: 2019
- Bester Spieler der französischen Liga: 2022

### Erfolge
EuroCup-Sieger: 2018